# Gospodarka Rybna
Gospodarka Rybna – polskie czasopismo branżowe, poświęcone sprawom gospodarki rybnej: rybactwa śródlądowego, rybołówstwa morskiego, przetwórstwa rybnego i handlu rybami. 
Pierwszy numer ukazał się w 1949 roku. Redakcja mieściła się w Warszawie przy Alejach Jerozolimskich 28, wydawcą było Państwowe Wydawnictwo Rolnicze i Leśne.